# Illja Owtscharenko
Illja Owtscharenko (* 2001 in Tschernihiw) ist ein ukrainischer Pianist.

## Leben
Owtscharenko stammt aus einer Lehrerfamilie und begann mit acht Jahren mit dem Klavierspiel. Mit 13 Jahren ging er nach Kiew, wo er ein spezielles Gymnasium für Musikbegabte besuchte und von Natalija Gridnewa und Andrij Lunow unterrichtet wurde. 2018 machte er dort seinen Abschluss. Danach setzte er sein Studium an der Buchmann-Mehta School of Music in Tel Aviv fort. Dort machte er seinen Bachelor und wechselte anschließend für das Masterstudium an die Hochschule für Musik, Theater und Medien Hannover unter der Leitung von Arie Vardi. Owtscharenko ist Preisträger bei einer ganzen Reihe internationaler Klavierwettbewerbe. Dazu gehören der Busoni-Wettbewerb 2021, der Horowitz-Wettbewerb 2016 und 2019 sowie 2022 der Honens-Klavierwettbewerb (Honens International Piano Competition) in Calgary. 2024 wurde er mit dem 1. Preis beim Kissinger Klavierolymp ausgezeichnet.